# Emmanuel De Bock
Emmanuel De Bock (Elsene, 30 juli 1976) is een Franstalig Belgisch politicus en lid van DéFI.

## Levensloop
In 2000 studeerde De Bock af als licentiaat in de politieke wetenschappen aan de ULB. Ook ging hij voor negen maanden op Erasmus-uitwisseling naar de Universiteit van Cambridge. In 2002 behaalde hij nog een postgraduaat in de politieke wetenschappen aan de ULB en in 2006 een postgraduaat in Interdisciplinaire Analyse van Europese Structuren aan de Facultés Universitaires Saint-Louis. In 2017 bemachtigde hij een master in de rechten aan de UCL.
Zijn politieke betrokkenheid begon in 1993 op 17-jarige leeftijd, tijdens de aankondiging van het kartel tussen de liberale PRL/MR en de Brusselse Fransgezinde partij FDF. Hij trad toe tot deze laatste partij en was van 1998 tot 2004 en van 2008 tot 2011 voorzitter van de jongerenafdeling van de partij, Jeunes FDF. 
Na zijn studies werkte hij van 2001 tot 2004 als attaché op het kabinet van de Brusselse minister Didier Gosuin. Nadien was De Bock van 2004 tot 2010 inspecteur op de Administratie Douane en Accijnzen van de Federale Overheidsdienst Financiën. Van daaruit werd hij gedetacheerd naar de ministeriële kabinetten van minister van Financiën Didier Reynders (2005-2008), waar hij attaché was, en staatssecretaris voor Financiën Bernard Clerfayt (2008-2010), waar hij adviseur en vanaf 2009 adjunct-kabinetschef was. Daarnaast was hij van 2005 tot 2008 medewerker van Hervé Hasquin, afgevaardigd beheerder van het Centre Jean Gol, de studiedienst van de MR. Sinds 2018 is De Bock advocaat aan de balie van Brussel, waarbij hij zich specialiseerde in fiscaal recht, auteursrecht en huurrecht.
Sinds december 2006 is hij eveneens gemeenteraadslid van Ukkel. In februari 2010 werd De Bock tevens lid van het Brussels Hoofdstedelijk Parlement, waar hij Antoinette Spaak opvolgde. Hij zetelde tot aan de Brusselse gewestverkiezingen van juni 2024, waarbij hij niet meer werd herkozen. Van 2014 tot 2024 was De Bock in het Brussels parlement fractievoorzitter voor zijn partij en van 2014 tot 2019 zetelde hij eveneens in het Parlement van de Franse Gemeenschap.
Na de voor DéFI desastreus verlopen verkiezingen van juni 2024 stelde De Bock zich kandidaat om voorzitter van de partij te worden. Bij de voorzittersverkiezing die in juli dat jaar plaatsvond, moest De Bock met 21 procent van de stemmen echter de duimen leggen voor zijn tegenkandidate Sophie Rohonyi.